# Fleurac, Charente

Fleurac este o comună în departamentul Charente, Franța. În 1 ianuarie 2022 avea o populație de 220 de locuitori.